# Gino Camerario
Gino Camerario (Manduria, 6 agosto 1919 – Torino, 7 luglio 1993) è stato un calciatore italiano, di ruolo portiere.

## Carriera
Proveniente dalle giovanili della Juventus, dove non riesce ad approdare alla prima squadra, disputa tre stagioni da titolare nello Spezia (una in Serie C e due in Serie B), per poi passare nel 1942 al Liguria in Serie A, dove riesce ad emergere nella seconda parte di stagione (esordio in massima serie il 17 gennaio 1943 in occasione del successo interno sul Bari), nonostante la concorrenza di due portieri più esperti quali Rodolfo Agostini e Bruno Venturini, disputando 16 incontri (su 30) in campionato, chiuso dai genovesi all'ultimo posto.
Dopo aver militato nel Cuneo nei tornei di guerra del 1943-1944, abbandona l'attività calcistica dopo la pausa bellica.

## Palmarès

### Club

#### Competizioni nazionali
- Serie C: 1

Spezia: 1939-1940